# デキムス・ユニウス・ブルトゥス・スカエウァ (紀元前292年の執政官)
デキムス・ユニウス・ブルトゥス・スカエウァ（ラテン語: Decimus Junius Brutus Scaeva、生没年不明）は紀元前4世紀末から紀元前3世紀初頭の共和政ローマの政治家・軍人。紀元前292年に執政官（コンスル）を務めた。

## 出自
プレブス（平民）であるユニウス氏族の出身。共和政ローマ最初の執政官ルキウス・ユニウス・ブルトゥスはパトリキであったが、その二人の息子は最後のローマ王タルクィニウス・スペルブスに加担した罪で処刑されており、その子孫はプレブスとなっている。父は紀元前325年の執政官デキムス・ユニウス・ブルトゥス・スカエウァと思われるが、はっきりしない。

## 経歴
紀元前293年、スカエウァは執政官スプリウス・カルウィリウス・マクシムスのレガトゥス（高級幕僚）となる。ファルスキとエトルリアの反乱に対処するためであった。
紀元前292年、執政官に就任。同僚執政官はクィントゥス・ファビウス・マクシムス・グルゲスであった。スカエウァは前年に引き続き戦争のために出征したが、レガトゥスは前年の執政官カルウィリウス・マクシムスが務めた。

## 参考資料
- ティトゥス・リウィウス『ローマ建国史』
- Decimus Junius Brutus Stceva (Consul 292 BC)  - in Smith 's Dictionary of Greek and Roman Biography and Mythology.